# Souyeaux
Souyeaux település Franciaországban, Hautes-Pyrénées megyében. Lakosainak száma 300 fő (2022. január 1.). Souyeaux Boulin, Coussan, Hourc, Laslades, Lizos és Sarrouilles községekkel határos.

## Népesség
A település népessége az elmúlt években az alábbi módon változott:
| Lakosok száma | 308  | 306  | 310  | 306  | 307  | 305  | 303  | 302  | 300  |
|               | 2013 | 2015 | 2016 | 2017 | 2018 | 2019 | 2020 | 2021 | 2022 |